# Actinocamax
Actinocamax (лат.) (от греч. ἀκτίς aktís, «луч» и греч. κάμαξ camax «кол») — род белемнитов из верхнего мела (100,5—66,0 млн лет назад), обитавших на территории Европы и Северной Америки. Кальмароподобные животные, вероятно, связанные с предками современных кальмаров и каракатиц. Обладали внутренней раковиной. Были быстрыми нектонными хищниками.

## Виды
Род включал 2 вида:
- † Actinocamax groenlandicus Birkelund, 1956
- † Actinocamax primus Arkhangelsky, 1912